# Фторид кобальта(II)

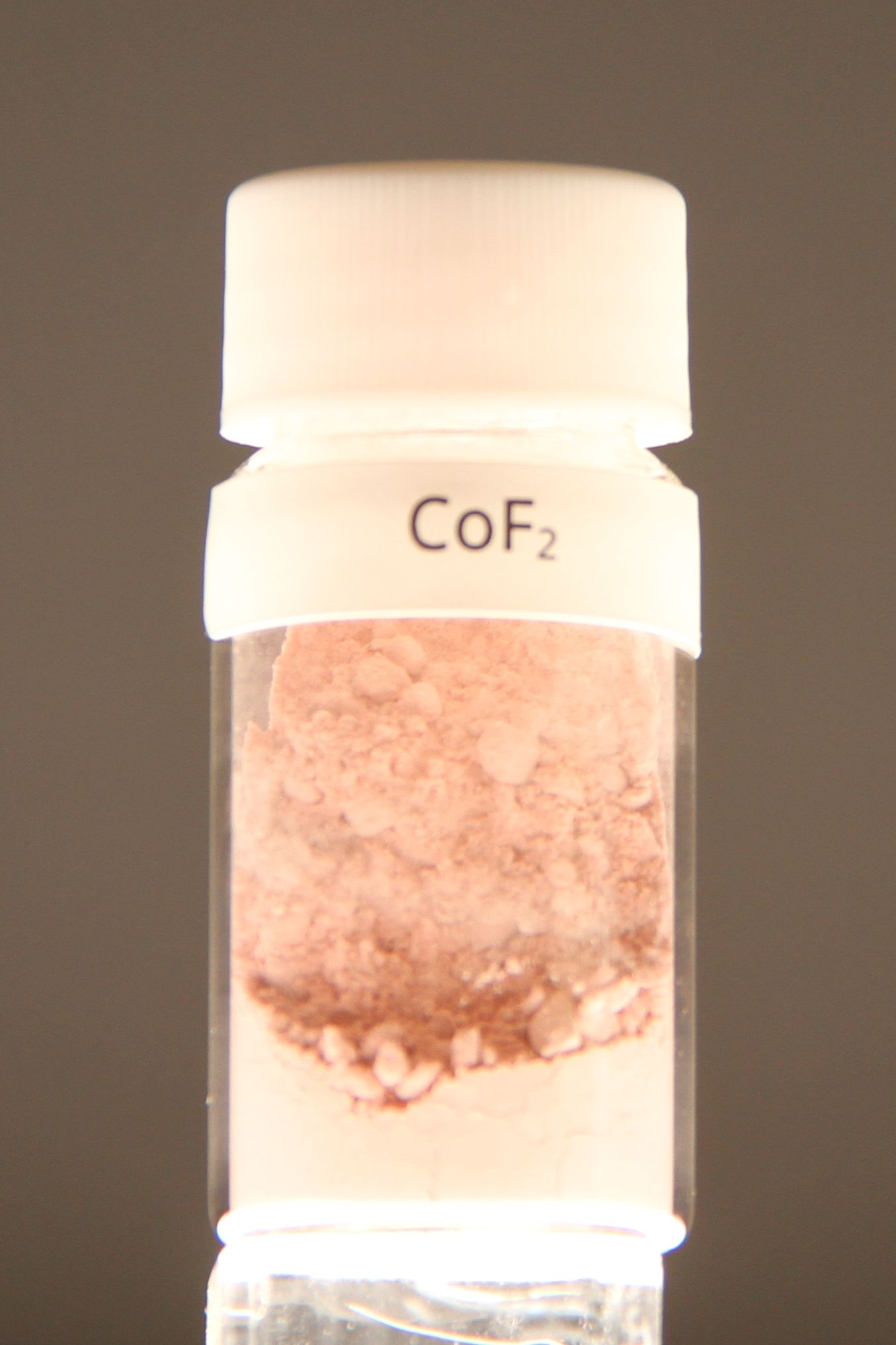
Безводный фторид кобальта

Фтори́д ко́бальта(II) (дифтори́д ко́бальта) — неорганическое вещество с химической формулой CoF2, соединение кобальта и фтора. Относится к классу бинарных соединений, соль кобальта и фтороводородной кислоты. Кристаллическое вещество красно-розового цвета.

## Физические свойства
Фторид кобальта(II) при нормальных условиях — твёрдое вещество розово-красного цвета, растворимое в воде (14,5 г/л при 25 °C), нерастворимое в этаноле. Плавится и кипит без разложения.
Имеет тетрагональную сингонию кристаллической решётки, пространственная группа P42/mnm, а = 0,46951 нм, с = 0,3179 нм, Z = 2.
При кристаллизации из водного раствора образует кристаллогидраты состава CoF2·4H2O и CoF2·2H2O. При осаждении из фтороводородной кислоты образует кристаллогидрат состава CoF2·5HF·6H2O.
Тетрагидрат фторида кобальта(II) разлагается, теряя кристаллизационную воду, при 300 °C.

## Химические свойства
Фторид кобальта(II) вступает в следующие химические реакции.
- Реагирует с горячей концентрированной серной кислотой с образованием сульфата кобальта(II) и газообразного фтороводорода:

{\displaystyle {\mathsf {CoF_{2}\ +\ H_{2}SO_{4}\ \longrightarrow \ CoSO_{4}\ +\ 2HF\uparrow }}}
- Реагирует с концентрированным раствором (40 %) гидроксида натрия с образованием осадка тетрагидроксокобальтата(II) натрия:

{\displaystyle {\mathsf {CoF_{2}\ +\ 4NaOH\ \longrightarrow \ Na_{2}[Co(OH)_{4}]\downarrow \ +\ 2NaF}}}
- С концентрированным гидратом аммиака образует комплексную соль — фторид гексаамминокобальта(II):

{\displaystyle {\mathsf {CoF_{2}\ +\ 6(NH_{3}\cdot H_{2}O)\ \longrightarrow \ [Co(NH_{3})_{6}]F_{2}\ +\ 6H_{2}O}}}
- При длительном кипячении водного раствора разлагается с образованием осадка гидроксофторида кобальта(II) и фтороводорода:

{\displaystyle {\mathsf {CoF_{2}\ +\ H_{2}O\ \longrightarrow \ Co(OH)F\downarrow \ +\ HF\uparrow }}}
- Реагирует с водяным паром с образованием оксида кобальта(II):

{\displaystyle {\mathsf {CoF_{2}\ +\ H_{2}O\ {\xrightarrow {700\ ^{\circ }C}}\ CoO\ +\ 2HF}}}
- Реагирует с расплавами фторида натрия и фторида калия с образованием ряда фторокомплексов:

{\displaystyle {\mathsf {CoF_{2}\ {\xrightarrow {MF}}\ M[CoF_{3}],\ M_{2}[CoF_{4}],\ M_{4}[CoF_{6}]\ (M\ =\ Na,\ K)}}}
- При нагревании в токе фтора окисляется до фторида кобальта(III):

{\displaystyle {\mathsf {2CoF_{2}\ +\ F_{2}\ {\xrightarrow {75-200\ ^{\circ }C}}\ 2CoF_{3}}}}
- Окисляется концентрированным пероксидом водорода в присутствии карбоната натрия с образованием зелёного осадка трикарбонатокобальтата(III) натрия:

{\displaystyle {\mathsf {2CoF_{2}\ +\ H_{2}O_{2}\ +\ 6Na_{2}CO_{3}\ \longrightarrow \ }}}
{\displaystyle {\mathsf {\longrightarrow \ 2Na_{3}[Co(CO_{3})_{3}]\downarrow \ +\ 2NaOH\ +\ 4NaF}}}
- При электролизе раствора фторида кобальта(II) в концентрированной фтороводородной кислоте на аноде образуется осадок 3,5-гидрата фторида кобальта(III):

{\displaystyle {\mathsf {2CoF_{2}\ +\ 2HF\ +\ 7H_{2}O\ {\xrightarrow {0-10\ ^{\circ }C}}\ 2(CoF_{3}\cdot 3,5H_{2}O)\downarrow }}} (анод) {\displaystyle {\mathsf {\ +\ H_{2}\uparrow }}} (катод)

## Получение
Фторид кобальта(II) может быть получен следующими способами.
- Нагреванием хлорида кобальта(II) или оксида кобальта(II) в токе фтороводорода:

{\displaystyle {\mathsf {CoCl_{2}\ +\ 2HF\ {\xrightarrow {300\ ^{\circ }C}}\ CoF_{2}\ +\ 2HCl}}}
{\displaystyle {\mathsf {CoO\ +\ 2HF\ {\xrightarrow {300-400\ ^{\circ }C}}\ CoF_{2}\ +\ H_{2}O}}}
- Нагреванием металлического кобальта в токе фтора:

{\displaystyle {\mathsf {Co\ +\ F_{2}\ {\xrightarrow {200-300\ ^{\circ }C}}\ CoF_{2}}}}
- Термическим разложением фторида кобальта(III):

{\displaystyle {\mathsf {2CoF_{3}\ {\xrightarrow {350-700\ ^{\circ }C}}\ 2CoF_{2}\ +\ F_{2}}}}
Также фторид кобальта(II) может быть получен:
- путём термического разложения трифторокобальтата(II) аммония (NH4CoF3);
- осаждением из водных растворов солей кобальта(II) фтороводородной кислотой.

## Применение
Фторид кобальта(II) является промежуточным продуктом при получении фторида кобальта(III), комплексных фторидов кобальта(III) и кобальта(IV). Применяется в производстве катодов для химических источников тока, как компонент лазерных материалов, как катализатор в производстве фторуглеводородов.

## Токсическое действие
Фторид кобальта(II) является очень токсичным веществом в больших количествах — LD50 для крыс перорально составляет 150 мг/кг. При контакте вызывает ожоги кожи и глаз, при проглатывании вызывает ожоги ЖКТ. При вдыхании оказывает крайне разрушительное воздействие на слизистые оболочки и верхние дыхательные пути. В высоких концентрациях дифторид кобальта является сильнейшим канцерогеном.